# Sorbo Serpico
Sorbo Serpico è un comune italiano di 516 abitanti della provincia di Avellino in Campania.

## Geografia fisica

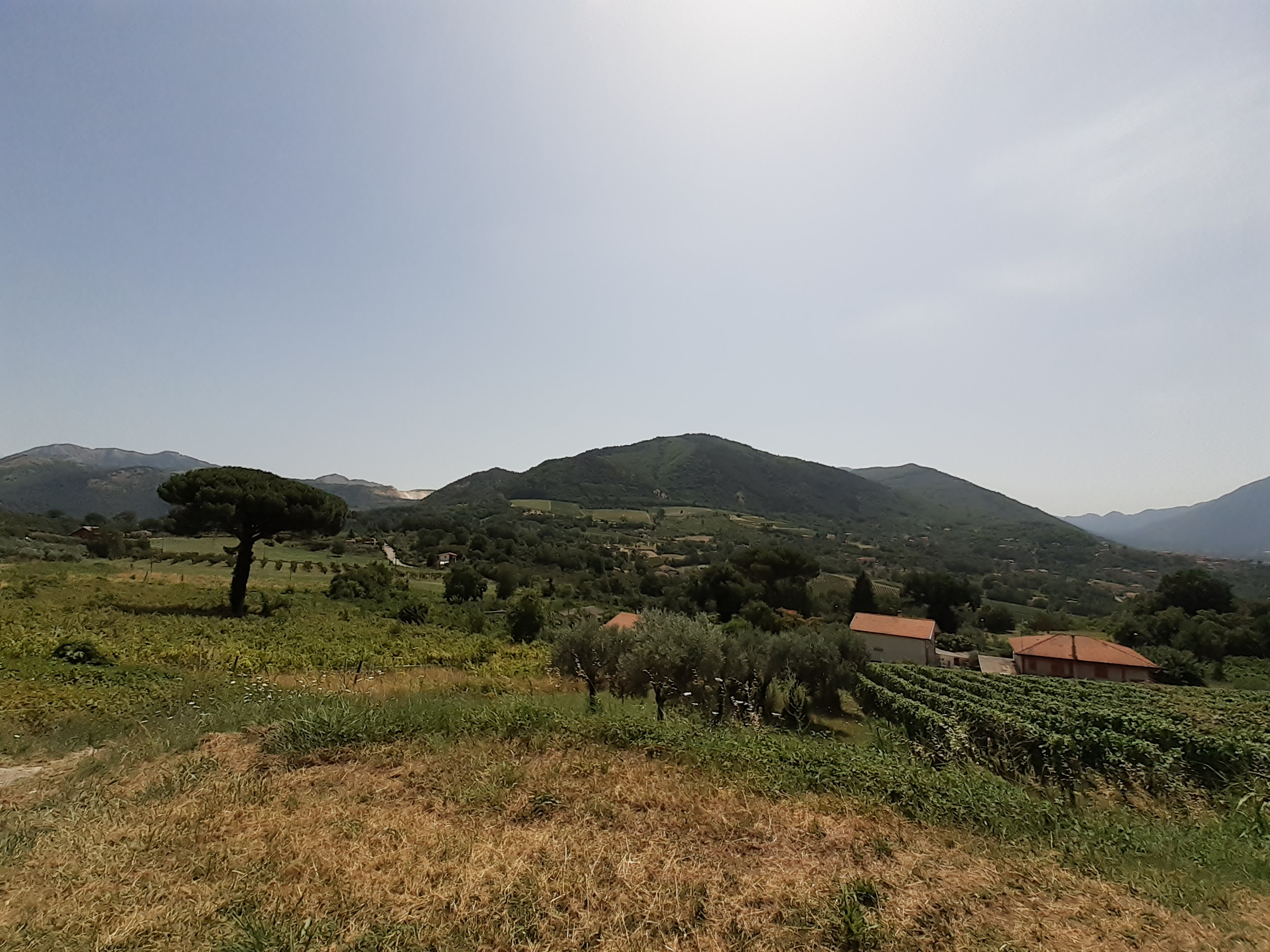
Campagne di Sorbo Serpico in estate

Comune della conca avellinese, situato nella valle del torrente Salzola, tributario di destra del Sabato, ai piedi delle estreme propaggini settentrionali dei Monti Picentini (Monte Serpico, 807 m).
Il centro abitato di Sorbo Serpico è adagiato nella valle del Salzola. La parte occidentale del comune è caratterizzata da dolci declivi ricoperti da fertili campagne coltivate, mentre la parte orientale, più montagnosa, è ricoperta da boschi cedui e castagneti.

## Storia
Il primo nucleo fu edificato sul Monte Serpico, sul perimetro difensivo della colonia romana di Avellino, e, pare, abbia assunto questo nome da un tempio dedicato alla divinità Serapide.
Da un documento del 901 Serpico risulta casale appartenente al centro longobardo di Conza. Al tempo dei Normanni era un dominio dei conti di Avellino. Successivamente risulta come feudo delle famiglie Gesualdo, Galeota e Della Marra.
La peste del 1656 ne decimò la popolazione così che sorse, più in basso dell'antico nucleo, Sorbo per opera dei superstiti. Il centro di Serpico quindi andò sempre più spopolandosi a favore di Sorbo. 
La famiglia Brancaccio detenne poi il feudo di Sorbo Serpico fino all'eversione della feudalità.
Nel Regno delle Due Sicilie il comune fu parte del Distretto di Avellino.
Territorio a vocazione agricola, nel corso del '900 ha visto, come tanti altri comuni dell'Italia meridionale, molti dei suoi abitanti emigrare verso le maggiori regioni industriali dell'Italia e dell'Europa. Centro gravemente danneggiato dal sisma del 23 novembre 1980, nel 1983 fu teatro di una rivolta promossa dalle donne del paese, le quali riuscirono a impedire la captazione dell'acqua della locale sorgente del Saucito (usata da sempre come fonte e lavatoio pubblico) da parte della "Società Alto Calore".

### Simboli
Lo stemma e il gonfalone del comune sono stati concessi con decreto del presidente della Repubblica dell'11 maggio 2004.
Stemma
Gonfalone

## Monumenti e luoghi d'interesse

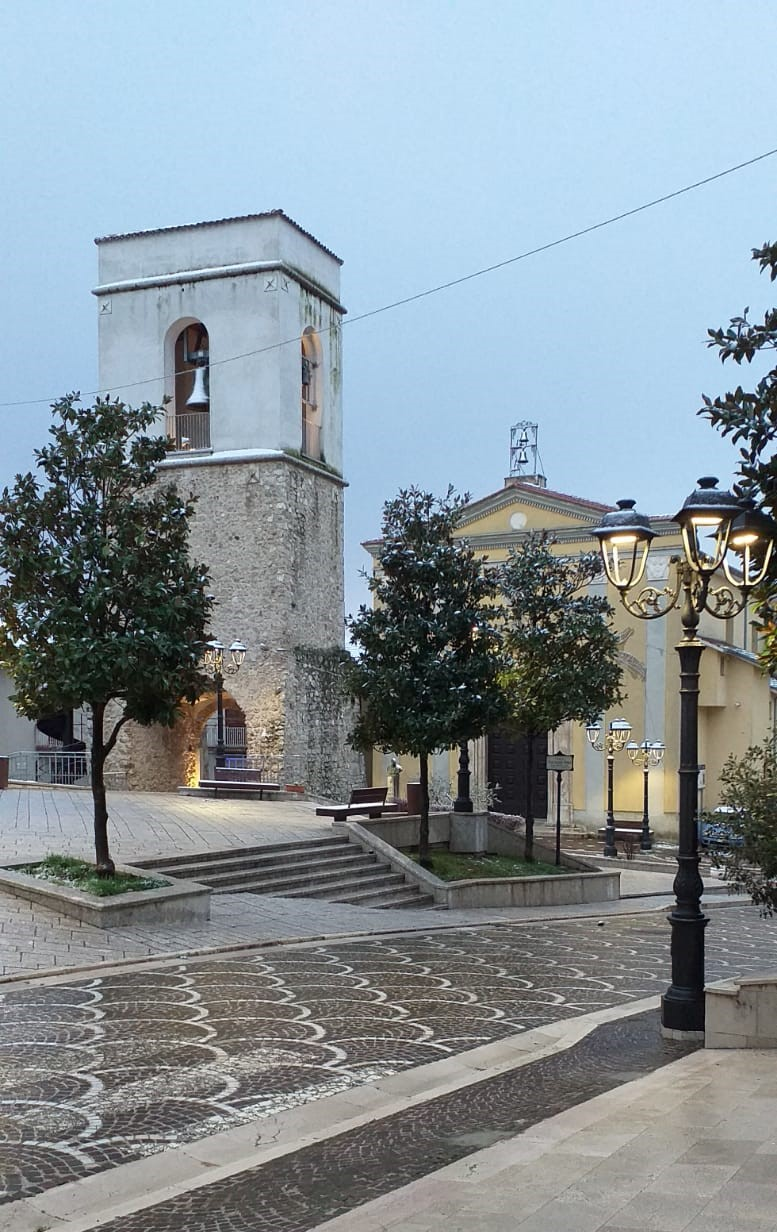
Chiesa Madre e campanile

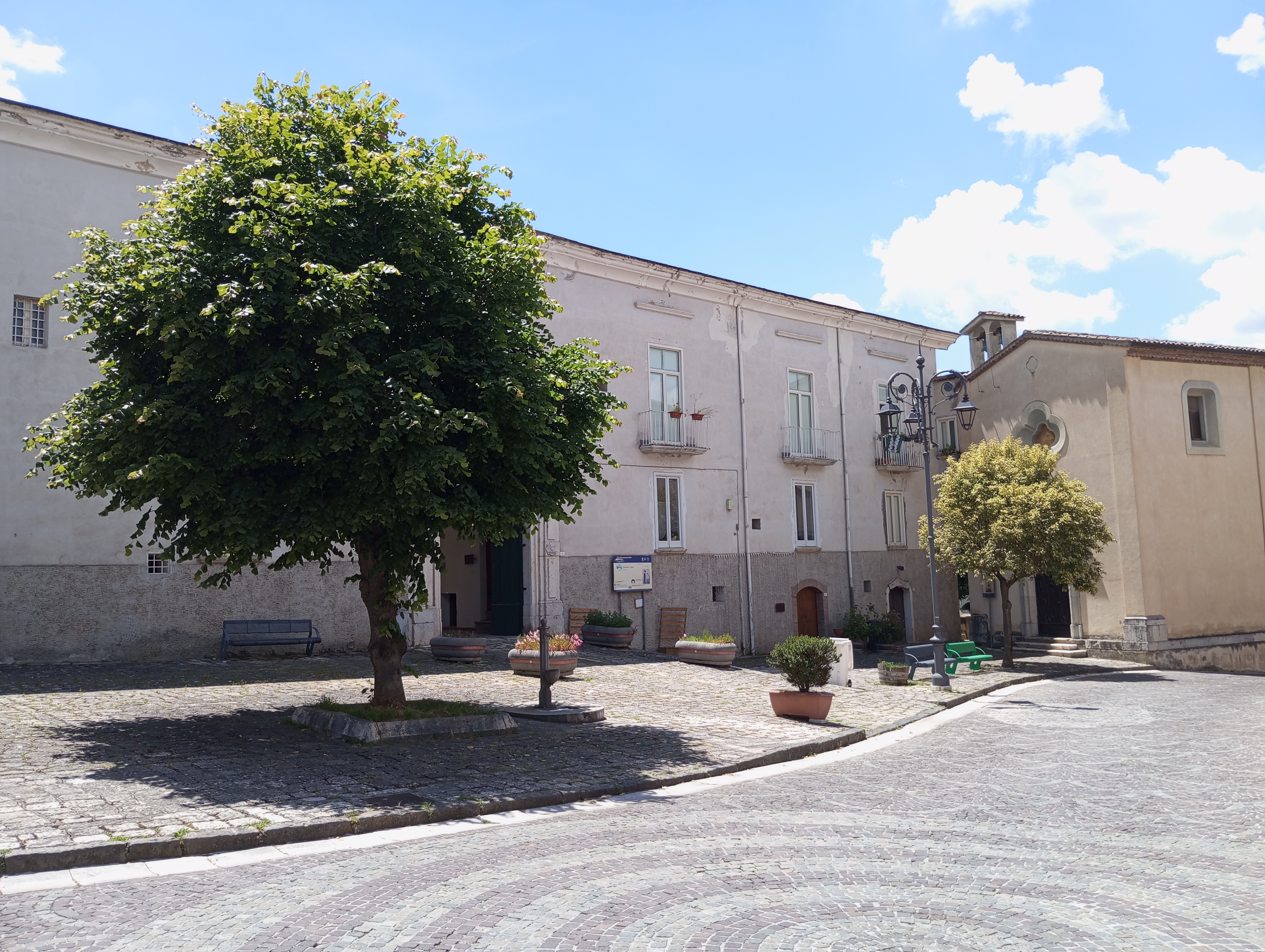
Palazzo Brancaccio

Sul Monte Serpico, tra una rigogliosa vegetazione, sono ancora visibili i resti dell'antico castello. 
La chiesa madre dei Santi Nomi di Gesù e Maria, edificata nel XVII secolo, situata al centro dell'abitato, conserva affreschi attribuiti a Francesco Solimena e a Michele Ricciardi, un altare barocco attribuito a Cosimo Fanzago, un Cristo ligneo attribuito al Venuti e un soffitto ligneo cassettonato.
Nel centro dell'abitato si erge poi il palazzo secentesco appartenuto alla famiglia Brancaccio, a cui è annessa la settecentesca cappella della Santissima Annunziata.
Su una collina prospiciente l'abitato è situata la settecentesca cappella della Madonna della Neve.

## Società

### Evoluzione demografica
Abitanti censiti

### Lingue e dialetti
Accanto alla lingua italiana, nel territorio comunale di Sorbo Serpico è in uso il dialetto irpino.

## Economia
L'agricoltura dà ortaggi e frutta. La parte montagnosa è ricca di castagni e boschi cedui, quella collinare di peri, ulivi e viti. 
Il comune di Sorbo Serpico rientra nell'area di produzione dei vini Fiano di Avellino DOCG, Irpinia DOC e della castagna di Serino IGP. Sul territorio sono presenti importanti aziende operanti nel settore vitivinicolo.
Le copiose sorgenti presenti nel comune oggi alimentano l'acquedotto di Avellino. In passato l'abbondanza di acqua veniva invece sfruttata per far funzionare mulini e cartiere. Sul territorio del comune è inoltre presente una fonte di acqua clorurato-sodica da cui in passato veniva estratto il sale necessario al fabbisogno dell'area urbana avellinese.

## Infrastrutture e trasporti

### Strade
- Strada Statale 7 "Appia" e "Ofantina Bis" (nuovo tracciato)
- Strada Provinciale 16 (dall'uscita di San Potito Ultra della SS 7 fino all'ingresso della SS 7 presso Salza Irpina)
- Strada Provinciale 17 (dalla Strada Provinciale 5 "Atripalda-Santa Lucia di Serino" fino alla Strada Provinciale 16)

### Mobilità extraurbana
La mobilità è affidata, per quanto riguarda i trasporti extraurbani, alla società A.IR. che collega il comune con Avellino.

## Amministrazione

### Sindaci
| Periodo | Periodo   | Primo cittadino         | Partito                                | Carica                    | Note |
| ------- | --------- | ----------------------- | -------------------------------------- | ------------------------- | ---- |
| 1995    | 2002      | Francesco Petruzziello  | centro                                 | Sindaco                   |      |
| 2002    | 2003      | Rosa Correale           |                                        | Commissario Straordinario |      |
| 2003    | 2004      | Costantino Melillo      | lista civica                           | Sindaco                   |      |
| 2004    | 2005      | Maria Colucci           | lista civica                           | Vicesindaco f.f.          |      |
| 2005    | 2015      | Rocco Tedesco           | lista civica                           | Sindaco                   |      |
| 2015    | 2020      | Maria Teresa Fontanella | lista civica Insieme per Sorbo Serpico | Sindaco                   |      |
| 2020    | in carica | Maria Teresa Fontanella | lista civica Uniti insieme vicini      | Sindaco                   |      |

### Altre informazioni amministrative
Il comune fa parte della comunità montana Terminio Cervialto e del parco regionale Monti Picentini.